# کورگاه
کورگاه یک روستا در ایران است که در بخش پاریز واقع شده‌است. کورگاه ۲۹۷ نفر جمعیت دارد.